# Kazumi Watanabe
Kazumi Watanabe (jap. 渡辺和三 Watanabe Kazumi; ur. 30 października 1947, zm. 2 sierpnia 1996) – japoński strzelec sportowy. Srebrny medalista olimpijski z Barcelony.
Specjalizował się w konkurencji trap. Brał udział w trzech igrzyskach olimpijskich (IO 84, IO 88, IO 92). W 1992 był drugi, przegrał jedynie z reprezentującym Czechosłowację Petrem Hrdličką. W tej konkurencji był indywidualnie złotym medalistą igrzysk azjatyckich w 1982 oraz mistrzostw Azji w 1987 i 1990.